# Istra (Schiff, 1965)
Die Istra war ein Kreuzfahrtschiff, das 1964 auf der Brodogradiliste-Uljanik-Werft in Jugoslawien für die Reederei Jadranska Linijska Plovidba gebaut wurde. Die zur gleichen Zeit gebaute Dalmacija war ihr Schwesterschiff.

## Geschichte

### Die ersten 28 Jahre

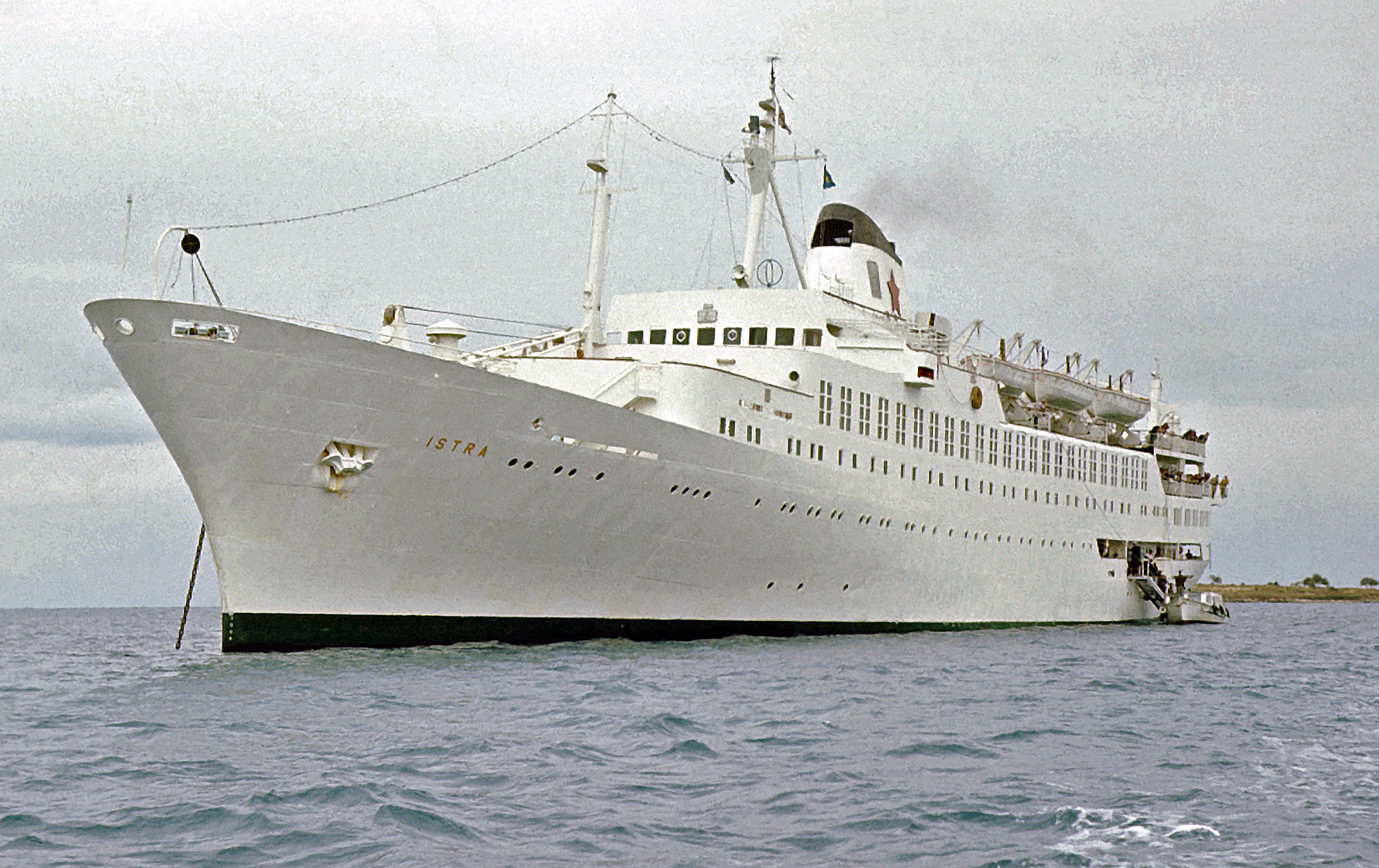
Istra 1972 vor Itea (Delphi)

Die Istra wurde am 12. Juli 1964 vom Stapel gelassen. Fast ein Jahr später startete am 30. Mai 1965 die Jungfernfahrt. Die Istra bot in der ersten Klasse 165 und in der Touristenklasse 52 Passagieren Platz. Mit dem Schiff wurden, wie auch mit der Dalmacija, Kreuzfahrten im östlichen Mittelmeer zwischen Europa und dem Nahen Osten angeboten, die eine Dauer von 14 Tagen hatten. Während dieser zweiwöchigen Route wurden folgende Häfen angelaufen: Venedig, Triest, Rijeka, Split, Dubrovnik, Piräus, Alexandria, Port Said, Beirut, Limassol, Heraklion. Danach erfolgte die Rücktour via Piräus und Dubrovnik zurück nach Venedig. Beim Ausbruch des Sechstagekrieges wurden diese Routen stark verändert.
Die Istra war zur damaligen Zeit in Deutschland sehr populär und wurde von verschiedenen Charterunternehmen gebucht. Diese waren Seetours, Gastager, Touropa und Intermaris. Trotz des großen Erfolges und der Buchungen wurde das Schiff nach 28 Jahren durch den Eigentümer zum Verkauf ausgeschrieben.
In den Jahren 1974 und 1975 fuhr die Istra in der Karibik und lief u. a. die Häfen in Martinique, Guadeloupe, St. Lucia, Venezuela (La Gueira), Curaçao, Trinidad und Tobago, Dominikanische Republik, Puerto Rico (St. Juan), Saint Thomas und Grenada an.

### Russischer Eigner
Im Mai 1993 kaufte die russische Goring Shipping Company das Schiff und benannte es in Astra um. Es wurde in der Ukraine registriert. Das Management übernahm das russische Reise- und Schifffahrtsunternehmen Caravella Shipping Company Ltd mit Sitz in Moskau. Am Schiff wurden einige Umbauten durchgeführt. Es erhielt einen blauen Streifen um den kompletten Rumpf sowie einen blau lackierten Schornstein mit dem Logo der Caravella Shipping Company Ltd in rot und weiß. Mit dem Schiff zielten die neuen Betreiber wiederum auf den europäischen Markt und vercharterten es an Eurocruises und Mono Company. Nach kurzer Zeit nahm Neckermann Seereisen die Astra in ihren Katalog auf. Wieder hatte es großen Erfolg, da die Größe für viele Gäste sehr ansprechend war.

### Namensänderung inAstra I
1996 wurde die Astra bei Neckermann Seereisen durch die größere Astra II, ehemals Golden Odyssey, ersetzt. Hierauf wurde die Astra in Panama registriert und in Astra I umbenannt. Die Namensänderung brachte dem Schiff keinen Erfolg. Die Vermarktung der Astra I wurde ausschließlich auf dem russischen Kreuzfahrtmarkt durchgeführt, was zu finanziellen Schwierigkeiten führte. Während eine Kreuzfahrt 1997 wurde das Schiff in Haifa in Israel am Liegeplatz an die Kette gelegt, da die Goring Shipping ausstehende Rechnungen nicht beglichen hatte. Als Folge wurde die Astra I 1999 versteigert; danach fand eine Überführung nach Lissabon statt.

### Einsatz von 2000 bis 2012
Im Jahr 2000 wurden 15 Mio. US-$ für eine Totalrenovierung aufgebracht und das Schiff grundsaniert. Die Brücke und das Bootsdeck wurden zum Bug hin verschoben, die vorderen Fenster des Promenadendecks wurden verändert und teilweise entfernt, um Platz für die Hauptlounge, die Bar und das Casino zu schaffen. Ein großer Teil der verglasten Promenade wurde jedoch auf beiden Seiten des Schiffes erhalten und als Wintergarten bezeichnet. Die neue hochwertige Inneneinrichtung wurde von Arminio Lozzi und George Potamianos entworfen, welche besonderen Wert auf Lichteffekte und sanfte Farbtöne legten. Die Astra I wurde in Arion umbenannt und von Arcalia Management vermarktet. Bis September 2012 fuhr das Schiff für Classic International Cruises. Diese vermarkteten und betrieben mehrere Klassik-Kreuzfahrtschiffe weltweit. Danach wurde das Schiff außer Dienst gestellt, da die Reederei Insolvenz angemeldet hatte.

### Das Ende

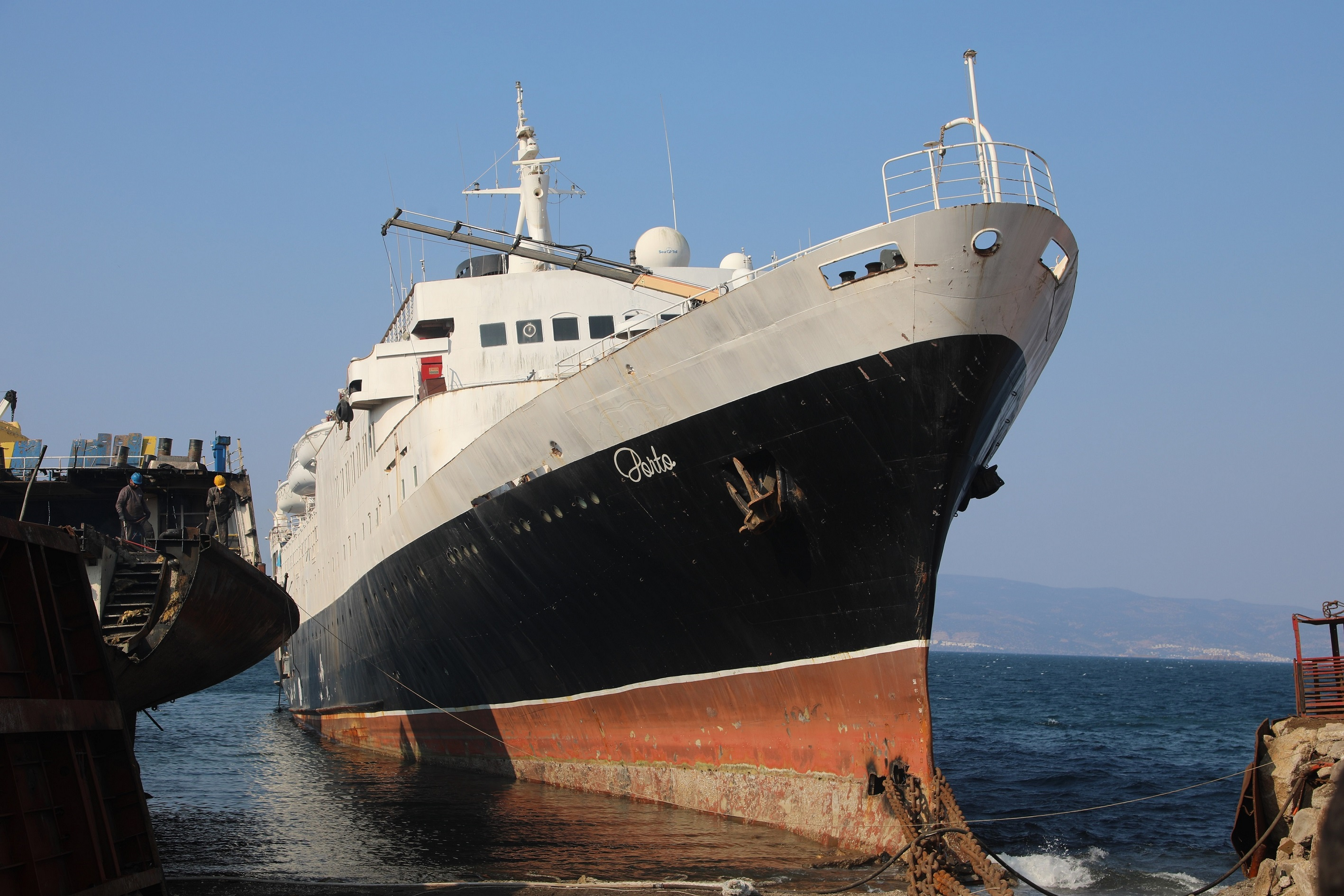
Die Porto bei der Verschrottung

Anfang 2013 wurde die Arion an die Reederei Portuscale Cruises in Portugal verkauft, die das Schiff wieder für Kreuzfahrten einsetzen wollte und es im Mai 2013 in Porto umbenannte, es dann jedoch in Lissabon auflegte. Nachdem die Reederei nach Insolvenz aufgelöst worden war, wurde die ehemalige Istra im September 2018 zum Abbruch in die Türkei verkauft. Am 21. Oktober 2018 verließ das Schiff Lissabon im Schlepp der Opal in Richtung Aliağa, wo es am 5. November 2018 zum Abbruch gestrandet wurde.